# Gulliver's Travels (película de 1939)
Gulliver's Travels es un largometraje de animación estadounidense de 1939. Fue realizado por los estudios Fleischer para Paramount Pictures y fue el segundo largometraje de animación estadounidense a todo color, dos años después de Blancanieves de los estudios Disney. El argumento está basado en los primeros capítulos de la obra homónima de Jonathan Swift.

## Argumento
Gulliver es el único superviviente de un naufragio. Su cuerpo es arrojado por el mar en la costa de un país, Lilliput, donde sus habitantes son de diminuto tamaño. Gabby, el pregonero, lo encuentra en la playa y, asustado, corre a la ciudad a dar la noticia al rey.
Allí, en palacio, el rey de Liliput está reunido con el de un país vecino, Blefuscu, fijando los pormenores de la boda entre la princesa Gloria y el príncipe David, hijos de ambos. Las desavenencias surgen cuando tratan el tema de la música que debe sonar en la ceremonia, pues cada rey desea que suene el himno de su respectivo país, "Faithful" (Liliput) y "Forever" (Blefuscu). Esto será causa de guerra entre los dos países.

## Voces
- Gabby - Pinto Colvig, quien previamente había trabajado para Disney, haciendo los efectos vocales de Pluto y las voces de Goofy, del cerdito Práctico en Los tres cerditos (1933), y de Gruñón y de Dormilón en Blancanieves.
- King Little, Twinkletoes (la paloma mensajera) y Sneak, Snoop, y Snitch (los tres espías) - Jack Mercer fue una voz regularmente usada por los estudios Fleischer (también prestó su voz a Popeye) en sus producciones.
- Gulliver – Sam Parker, un locutor de radio de Florida ganador del concurso que se creó para designar quién daría voz al personaje. También fue usado como modelo para ser rotoscopiado.
- King Bombo - Tedd Pierce
- Princesa Gloria - En sus diálogos, fue interpretada por Livonia "Lovey" Warren. Jessica Dragonette, su voz en canto, era una cantante famosa de radio.
- Príncipe David – Lanny Ross también fue un cantante bastante conocido en su época.

## Producción y realización

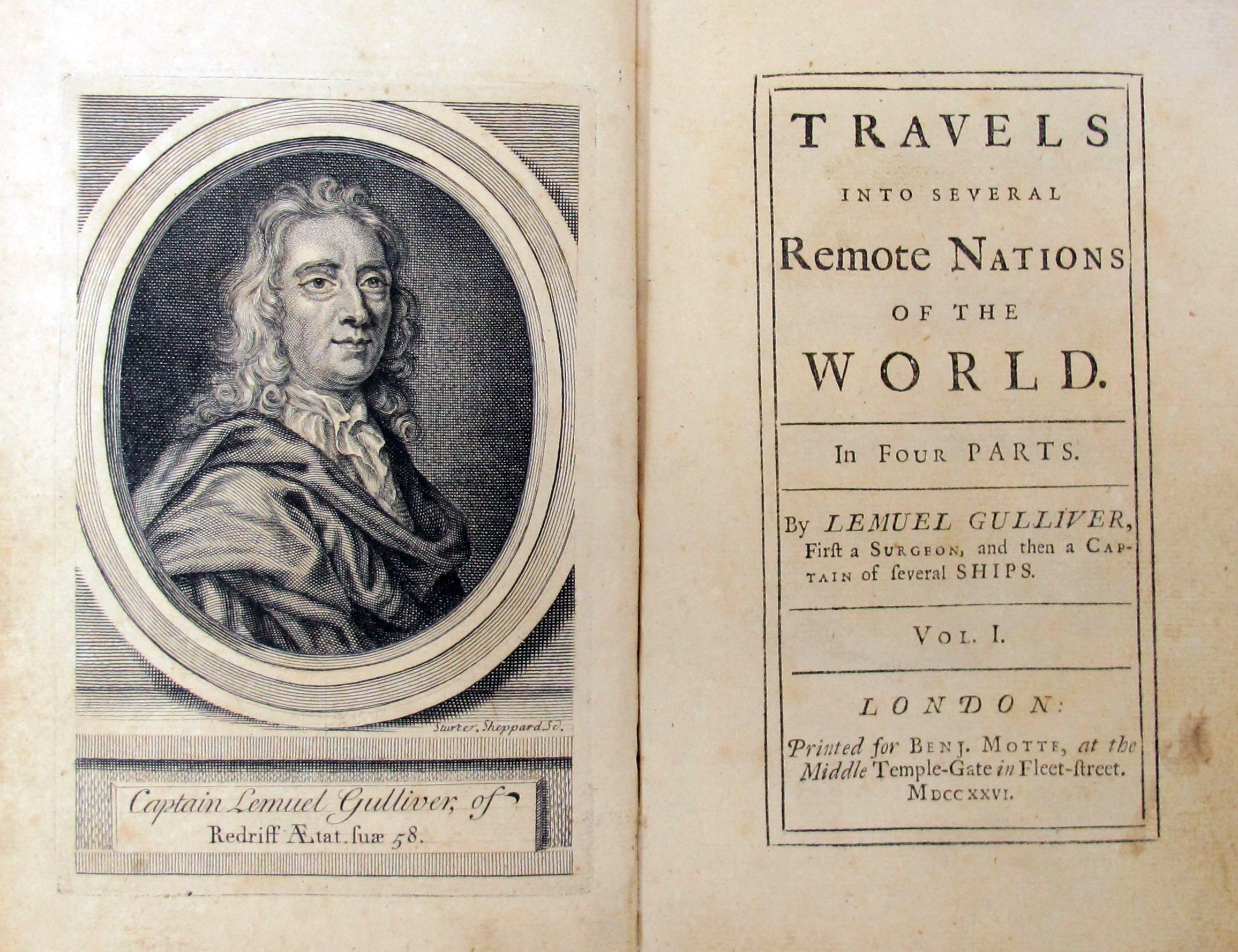
Portada del libro los viajes de Lemuel Gulliver, s. XVIII

Max y Dave Fleischer ya habían pretendido realizar un largometraje de animación en 1934, pero en la distribuidora de sus cortos no estaban convencidos de su viabilidad. Sin embargo, tras el éxito de Blancanieves de Walt Disney, dieron vía libre al proyecto.
Los hermanos Fleischer consiguieron un préstamo de Paramount y trasladaron su estudio a Miami (Florida), donde construyeron uno nuevo pues en Nueva York habían sufrido una huelga de varios meses, y así conseguían zafarse de la presión sindical, además de conseguir mejores beneficios fiscales.
En un principio se pensó en que el personaje de Gulliver lo interpretara Popeye. Una vez desechada esta idea, se tomó la decisión de que el personaje sería rotoscopiado, para lo cual se tomó como modelo a Sam Parker, quien había ganado un concurso para dar voz a Gulliver.
Se empezó a trabajar en la película en mayo de 1938 en Nueva York y el traslado a Miami comenzó en septiembre del mismo año. La película fue realizada a marchas forzadas por imposición de Paramount que quería estrenarla en las Navidades de 1939.

## Estreno
| Fecha                   | Lugar                      |
| ----------------------- | -------------------------- |
| 18 de diciembre de 1939 | Miami (Florida) (première) |
| 20 de diciembre de 1939 | Nueva York (Nueva York)    |
| 22 de diciembre de 1939 | USA                        |
| 21 de marzo de 1940     | México                     |

## Música
La música ambiental fue creada y dirigida por Victor Young. En la película, los diferentes personajes también interpretan las siguientes canciones:
- "All's Well", con música de Ralph Rainger y letra de Leo Robin, cantada por Gabby al principio. Los autores de la composición lo son también de los restantes temas, excepto en aquel que se especifica lo contrario.
- "Faithful/Forever" son los himnos de Liliput y Blefuscu, y son cantados por la princesa Gloria y el príncipe David respectivamente. En un principio son interpretados por separado, pero al final ambos temas son fundidos en uno.
- "It's a Hap-Hap-Happy Day". Es cantada por los habitantes de Liliput mientras visten a Gulliver. Son sus autores Sammy Timberg, Al Neiburg y Winston Sharples.
- "Bluebirds in the Moonlight (Silly Idea)" Cantada durante el banquete en honor a Gulliver y bailada por el rey Little y la mano de aquel.
- "I Hear a Dream (Come Home Again)", cantada por Gulliver esa misma noche junto al mar.
- "We're All Together Now", cantada mientras las tropas liliputienses marchan a la batalla.

## Premios Oscar
El film fue nominado para dos premios de la Academia en 1940:
- Mejor banda sonora: Victor Young;
- Mejor canción original: Ralph Rainger (música) y Leo Robin (letra) por "Faithful Forever".[7]